# 綠色會議
〈綠色會議〉（英語：The Green Council）是美國HBO奇幻劇情电视剧《龍族前傳》第一季的第九集。該集由莎拉·赫斯編劇，克萊爾·基爾納執導，並於2022年10月16日首播。
該集獲得大多數的正面評價，影評人稱讚其角色發展、節奏、緊張局勢、配樂和演員的演出（尤其是夏娃·貝斯、奥利维亚·库克、湯姆·格林-卡尼和瑞斯·伊凡斯）。

## 劇情

### 君臨
韋賽里斯·坦格利安一世國王（派迪·康斯丁 飾）死後數小時，亞莉森·海塔爾王后（奥利维亚·库克 飾）向她的父親——國王之手奧托·海塔爾爵士（萊斯·伊凡 飾）吐露韋賽里斯的遺願（她誤解了意思），稱韋賽里斯希望他們的兒子伊耿·坦格利安王子（湯姆·格林-卡尼 飾）作為繼任者登基，而不是他的女兒暨選定繼承人雷妮拉·坦格利安公主（艾瑪·達西 飾）。然而，在前一天晚上偷偷溜到君臨的伊耿在紅堡中無處可尋。
奧托爵士緊急召開御前會議，會議中透露大多數會議成員一直在秘密策劃讓伊耿取代雷妮拉登上王位，而亞莉森、哈羅德·維斯特林爵士（葛拉罕·麥克塔維什 飾）和林曼·畢斯柏里伯爵（比爾·帕特森 飾）則對此大吃一驚。林曼表示反對該計劃，克里斯頓·科爾爵士（法比恩·法蘭科 飾）馬上殺了他；哈羅德爵士亦表示反對並辭去御林鐵衛隊長的職務，該職位立即由克里斯頓爵士接任。奧托爵士堅持認為只有雷妮拉被殺才能讓伊耿成為國王，亞莉森則堅持雷妮拉必須活著，父女兩人隨後爭先恐後地在君臨尋找伊耿以影響他的想法。
亞莉森讓克里斯頓爵士和伊蒙德·坦格利安王子（伊旺·米切爾 飾）去尋找伊耿，而奧托爵士則派出御林鐵衛亞歷克·卡蓋爾爵士（盧克·提特恩索 飾）和伊利克·卡蓋爾爵士（埃利奧特·提特恩索 飾）兩兄弟。在君臨搜索時，伊蒙德告訴克里斯頓爵士他比伊耿更適合當國王，而伊耿亦懷疑他自己是否有能力成為統治者。與此同時，亞歷克爵士和伊利克爵士在發現伊耿生了多個私生子後，亦表達他們對伊耿是否適合成為國王的擔憂。卡蓋爾兄弟隨後找到伊耿，克里斯頓爵士和伊蒙德亦趕到，經過一番打鬥後克里斯頓爵士和伊蒙德成功帶走伊耿。擁有伊耿的亞莉森命令奧托爵士不要殺死雷妮拉，但提議雷妮拉和她的丈夫戴蒙·坦格利安親王（馬特·史密斯 飾）必須向伊耿屈膝效忠並同意被流放。
拉里斯·史壯伯爵（馬修·尼德姆 飾）向亞莉森通報紅堡內一個龐大的間諜網絡，其中包括她的侍女塔莉亞（亞歷克西斯·拉本（Alexis Raben） 飾）。亞莉森默許拉里斯殺死該間諜網絡的領導人白蠕蟲——戴蒙的前情人暨間諜大師彌賽麗亞（水野索諾亞 飾）；彌賽麗亞的房子在不久之後被燒毀了。
奧托爵士召集二十年前宣誓效忠雷妮拉的家族伯爵，告訴他們伊耿將會是下一任國王，在場絕大多數伯爵馬上屈膝宣誓效忠於伊耿。瑪瑞魏斯伯爵（保羅·克萊頓 飾）和費爾夫人（米里亞姆·盧西亞（Miriam Lucia） 飾）拒絕更改效忠對象，兩人隨即被御林鐵衛帶走。孫女被許配給雷妮拉兒子的雷妮絲·坦格利安公主（夏娃·貝斯 飾）亦對此強烈反對，亞莉森親自懇求雷妮絲加入他們的陣營但被拒絕，隨後命令將雷妮絲鎖在房間裡。亞歷克爵士後來釋放雷妮絲並將她帶走，她在紅堡內看到被吊起的瑪瑞魏斯的屍體。兩人在穿過君臨的路上被捲入人群中並被推到龍穴。在龍穴大廳裡，雷妮絲溜到地下，奧托爵士則宣佈韋賽里斯國王去世，伊耿在全城歡呼的市民面前被加冕為王——即位為伊耿·坦格利安二世國王。雷妮絲騎著她的巨龍梅麗亞斯衝過大廳的地板，造成了巨大的破壞。伊耿、亞莉森、奧托爵士、伊蒙德和克里斯頓爵士畏縮在雷妮絲和她的巨龍面前等待被燒死；然而，雷妮絲只讓梅麗亞斯對著他們咆哮宣戰，隨後便飛離君臨。

## 製作

### 編劇
“綠色會議”由莎拉·赫斯編劇，是她繼“公主與王后”之後為《龍之家族》編劇的第二集。該集的標題來自於奧托·海塔爾爵士為確保伊耿王子成為鐵王座繼承人而秘密安排的“御前會議”，“綠色”是海塔爾家族的標誌顏色。

### 拍攝
該集由克萊爾·基爾納執導，是她繼“狹海之王”和“指引明路”之後為該劇執導的第三集。該集的所有情節都發生在君臨城，拍攝於西班牙埃斯特雷马杜拉自治區普拉森西亞的城牆城市。

### 演員
林曼·畢斯柏里伯爵（Lord Lyman Beesbury）在該集中死亡，標誌著比爾·帕特森最後一次飾演該角色。韋賽里斯國王在上集去世，派迪·康斯丁在本集以該角色屍體的形式最後一次出現。

## 迴響

### 收視率
該集在播出後的美國總收視人數為156萬觀眾，並在美國18-49歲的成年人統計人口中獲得0.36的收視率。

### 評價
該集獲得大多數的正面評價。根据評論匯總网站爛番茄汇总的22篇评论文章，95%的评论家给予该作正面评价，使之獲得「認證新鮮」標識，平均打分为7.80分（满分10分）」
為《GamesRadar+》撰稿的莫莉·愛德華茲（Molly Edwards）給該集滿分五顆星的評價並總結道：“一季的策劃和計劃在一個關於綠色陣營的令人驚嘆的情節中達到高潮，最終以一個精彩的結局點燃即將到來的血與火。”《The Telegraph》的邁克爾·迪肯（Michael Deacon）給該集四顆星的評價（滿分五顆星），他說：“這一集讓我們熟練地為下星期季終集任何令人震驚的事件做好準備。”
《Den of Geek》的亞歷克·博哈拉德（Alec Bojalad）給該集四顆星的評價（滿分五顆星），他稱該集為“越來越有價值的故事中有價值的另一步”。《Ready Steady Cut》的喬丹·拉塞爾·里昂（Jordan Russell Lyon）同樣給該集四顆星的評價（滿分五顆星），他總結該集時說：“儘管沒有太多動作場面，但角色之間的緊張關係（即是雷妮絲和亞莉森）還是很值得一看的。”
《IGN》的海倫·奧哈拉給該集9/10分的“驚人”評價並寫道：“……這是由恐懼和不確定性，尤其是亞莉森悲傷、擔憂和保護家人的決心引發的一集。但是這一集有很多陰謀讓我們著迷，而這些行動將對坦格利安家族和整個維斯特洛大陸產生巨大影響。”《影音俱樂部》的珍娜·舍勒（Jenna Scherer）給該集評分為“B+”並說：“‘綠色會議’好比一場緊張的國際象棋遊戲，開展韋賽里斯最後一次呼吸的那一刻即將到來的權力真空。”《福布斯》的埃里克·凱恩（Erik Kain）稱該集為“每集都變得更加精彩的節目又一精彩的一集”並進一步寫道：“戰爭即將來臨。《龍之家族》到目前為止已經巧妙地為即將到來的衝突做好準備，不僅向我們介紹這場遊戲的玩家，還介紹了現在擺在我們面前的派系中無數令人擔憂的關係、聯盟和敵意。”
一些影評人強調亞莉森、奧托、伊蒙德和雷妮絲的角色發展。博哈拉德在關於奧托的發展中寫道：“他在這個小時內以傑出且令人滿意的方式發出超級大反派的光芒”，而關於雷妮絲的發展則寫道：“在權力的遊戲中，她證明了自己是一個合乎邏輯的思考者。”迪肯寫到有關伊蒙德的“權力慾望”，並認為這是“一個極好的發展，其為未來的衝突開闢了一條令人興奮的新戰線”。被許多影評人挑選出的特定場景包括亞莉森和雷妮絲之間的對話；伊耿·坦格利安的加冕典禮；以及雷妮絲與她的巨龍梅麗亞斯一起闖入加冕典禮的最後一幕。描述韋賽里斯死後紅堡局勢的開場場景也受到稱讚，特別是賈瓦迪的配樂，影評人將其與他之前在《權力遊戲》“凜冬寒風”一集中的作品比較。影評人還稱讚貝斯、庫克、格林-卡尼和伊凡斯的演出。舍勒寫道：“貝斯有著節目中最低調威嚴之一的演出，這又一展示她的才華橫溢；她表演風格的氣質令人不寒而栗。”此外，劇集獲得影評人好評的其他方面包括節奏、緊張局勢、震撼力、視覺效果和為季終結局的安排。

## 外部連結
- 互联网电影数据库上綠色會議的资料（英文）

- 《綠色會議》（页面存档备份，存于）在HBO
- 爛番茄上《綠色會議》的資料（英文）